# Felipa Velázquez
Felipa Velázquez Osuna (Mazatlán, Sinaloa, 1 de mayo de 1882 - 15 de diciembre de 1949) fue una profesora, compositora, poeta y pionera del movimiento agrarista desde 1930 el cual culminó con el Movimiento Asalto a las Tierras en el ejido Michoacán de Ocampo del Valle de Mexicali, Baja California en 1937. Por su activismo social fue recluida en las Islas Marías.

## Biografía
Hija de padres campesinos Modesto Velázquez y Manuela Osuna, en 1905 a los 23 años sale a radicar a Bamoa, Sinaloa.
En ese lugar se relaciona con maestros normalistas, funda una escuela rural y en reconocimiento a esa acción es nombrada oficial del Registro Civil por la comunidad. Como maestra del pueblo adquiere notoriedad en la vida social y se sensibiliza de las injusticias.
En 1924 con ocho hijos queda viuda del músico Canuto Arellano Tapia, situación que no le impidió seguir con su trabajo, en una época en donde las mujeres no tenían participación política.

### Migración a Baja California
La idea de luchar por mejores condiciones de vida para las y los mexicanos en los campos crecía y desde 1924 empezaron a formarse sindicatos campesinos que buscaban la tenencia de la tierra y mejores salarios.
En 1928, Felipa Velázquez migra a la comunidad de Álamo Mocho en el Valle de Mexicali, cerca del delta del Río Colorado. Esa zona dominada por la Colorado River Land Company empresa norteamericana que sembraba principalmente algodón, y que se ganó el título «el rancho algodonero más grande del mundo» que rentaba tierras preferentemente a chinos, japoneses y estadounidenses, y que había adquirido las tierras de Guillermo Andrade, y utilizaban los servicios de la Compañía Industrial Jabonera del Pacífico, para procesar el algodón de la zona.  
Ahí los mexicanos eran relegados a ser peones, situación que inconformaba a las y los habitantes de la zona procedentes de regiones de México como Oaxaca, Michoacán, Nayarit y Sinaloa.
En 1929 se integra al Primer Comité Ejecutivo Agrario para apoyar a Benjamín Magaña, organismo adherido a la Confederación General de Trabajadores de la República Mexicana. Ya que en ese momento las Leyes agraristas vigentes no conferían a las mujeres la categoría de ciudadanas, es por ese motivo que no se le reconoce su liderazgo formalmente.

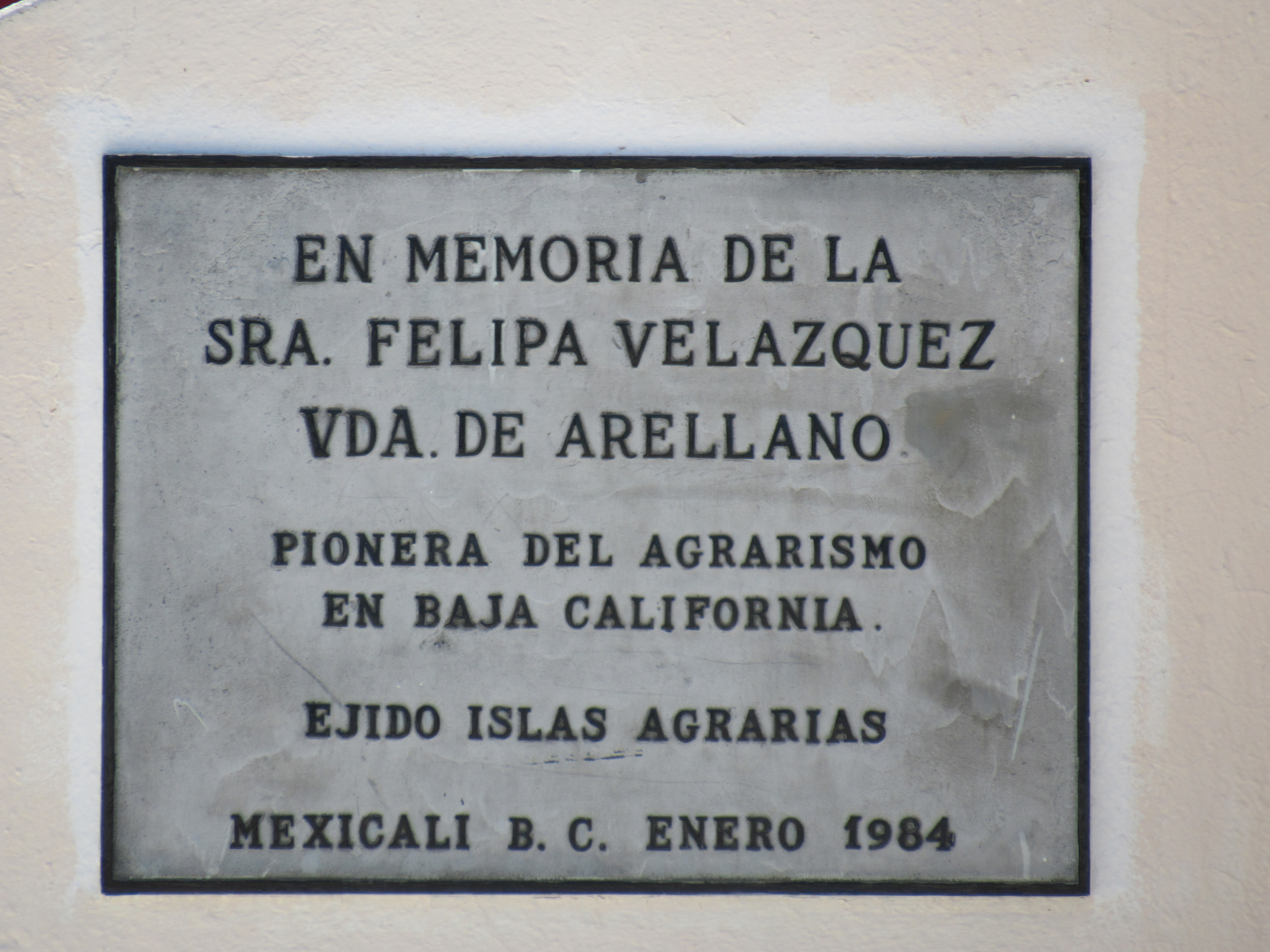
Placa que constituye el epitafio de Felipa Velázquez

## Movimiento social
Alrededor de 1930, sindicalistas campesinos residentes en Estación Sesbania y Álamo Mocho (hoy conocidos como Ejido Cuernavaca e Islas Agrarias) iniciaron una lucha para dotarse de tierras. Desde su llegada al Valle de Mexicali, Felipa destacó en la organización de los grupos campesinos que realizaban reuniones de manera clandestina.
Las protestas de Felipa en conjunto con los dirigentes campesinos Marcelino Velázquez, Leonardo Prado entre otros, generaron molestias a la Compañía Colorado River Land y bajo el delito creado de la quema de un puente, el Gobernador de Distrito de la época manda encarcelar a Felipa Velázquez, quien fue trasladada con cuatro de sus hijos menores de edad a las Islas Marías el 20 de mayo de 1930.

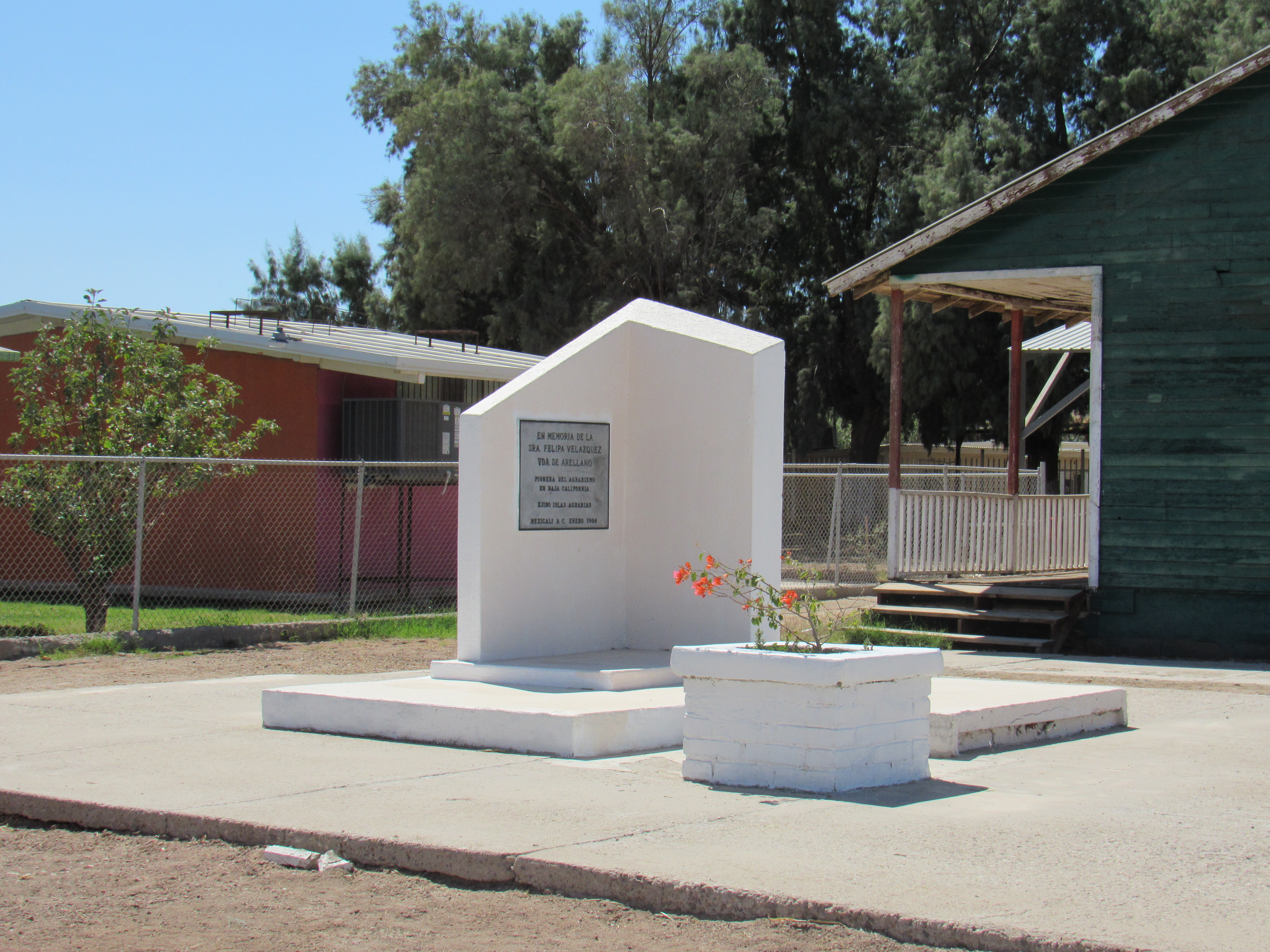
Estela con epitafio para Felipa Velázquez

La Confederación presiona al gobierno con la amenaza de una huelga de sus 72 mil agremiados para que libere a sus compañeros presos, es así, que después de cuatro meses de encarcelamiento fueron puestos en libertad.
Felipa Velázquez regresa vía barco a Mazatlán, Sinaloa en donde radica con su familia y muere en 1949.
En el ejido Michoacán de Ocampo existe un Museo Comunitario del Asalto a las Tierras en donde se resguarda documentación con su historia.
En su honor, la Escuela Primaria Rural Federal "Felipa Velásquez"  lleva su nombre. Cada 27 de enero se hace una ofrenda floral en su honor.